# アサシン クリード IV ブラック フラッグ
『アサシンクリードIV ブラック フラッグ』（英: Assassin's Creed IV Black Flag）は、ユービーアイソフトより北米において2013年10月29日、日本において2013年11月28日発売のゲームソフト。計6機種によるマルチプラットフォーム（PS4版、Xbox One版は後発）。
2019年12月6日には、本作と『アサシン クリード ローグ』をセットにした『アサシン クリード リベルコレクション』としてNintendo Switchでも発売されている。

## 概要
ユービーアイソフトのステルスゲームシリーズ『アサシンクリード』の一作。ナンバリングタイトルとしては4作目だが、アサシン クリードシリーズにおいて現実編はすべてつながっている。そのために、ナンバリング作品とそうでない据え置き機タイトルを分けて考えることが現状適さないため、6作目の作品と捉えられている。
今作の舞台である現実は2013年10月29日から5週に渡る期間のカナダ・モントリオールにあるアブスターゴエンターテイメント社内、アニムスの中では18世紀初頭～前期、海賊黄金時代末期のカリブ海を舞台に、『III』の主人公コナーの祖父、ヘイザムの父にあたるエドワード・ケンウェイの半生を描く。また、実在したカリブの海賊が多数登場する。
『III』でデズモンド・マイルズを主人公とする物語が終了したことから、作品世界のキーパーソンもこれまでの5作すべてで登場していたデズモンドから新たな人物に移行した。この人物の名前や顔立ちなどは一切不明で、声も一言も発しない一リサーチアナリストとして描かれているが、これは主人公がプレイヤー自身であるとすることが開発陣から公表されており、そのため先に述べた容姿は勿論のこと、性別や人種さえも設定があいまいなままである。ただ、リサーチアナリストがつける日記などからその性格が若干窺えるようにはなっている。

## プロット
（『III』の現在パートの後日）2013年10月29日、主人公はアブスターゴ・エンターテイメント社（以下、アブスターゴ社と略）に入社する。アブスターゴ社では「サンプル17プロジェクト」と呼ばれる被検体17号ことデズモンド・マイルズのDNAを基にしたアニムスのマッチングにより、映画やコンシューマ型アニムスの商材となる映像を手に入れ、前作であるアヴリーンの物語『Liberation』のような作品を作ろうとしていた。そして主人公は上司メラニーの指示の下、マイルズの祖先の一人で、海賊黄金時代の海賊エドワード・ケンウェイにマッチングし、以下、エドワードの半生を追体験する。
1715年のカリブ海。農場での暮らしに嫌気が差し、故郷イングランドに身重の妻を置いて、一攫千金を夢見て私掠船の船員となったエドワードであったが上手く行かず、今ではある海賊船の一般船員として身をやつしていた。ある日の襲撃において自船も相手の船も大破し、エドワードは、一人のアサシン、ダンカン・ウォルポールと孤島に遭難する。ダンカンは、テンプル騎士団に寝返ろうとしており、その見返りとして当地の騎士団の支部長であるキューバ総督トーレスに血の入った謎の水晶を運ぶ途中であった。金の匂いを感じたエドワードはダンカンを殺害すると彼に成りすまし、トーレスに会いに行く。テンプル騎士団に接触したエドワードは、騎士団が求める「かつて来たりし者」の遺産「観測所」の存在を知り、これを発見することによる一攫千金を目論む。そして「観測所」の手がかりとなる「賢者」と呼ばれる男が移送されてくるが、騎士団とアサシン教団の争奪戦の果てに「賢者」は行方不明となり、エドワードは正体がバレて捕まり、スペインへ移送される。その移送中にエドワードは、元黒人奴隷の海賊アドウェールと協力して脱走し、その混乱に乗じて奪ったスペイン船に「ジャックドー」（カラスの意）と命名して海賊船の船長としての人生を歩み始める。
以降、エドワードはナッソーを拠点とする海賊共和国の一員として、私掠船時代の仲間であり共和国の指導者でもあるサッチ（黒髭）やホーニゴールドらと協力し、海賊の繁栄と自由を謳歌する一方、仲間たちに馬鹿にされながらも「観測所」の行方を追う。そんな折、実はアサシン教団の一員であった海賊キッドに教団に引き合わせられるが、エドワードはあくまで自己の利益のために「観測所」を手に入れると主張し、教団の長であるアー・タバイと険悪な関係となる。
一方、現代。エドワードから引き出された情報の多さに、メラニーやCEOのオリヴィエは主人公を称賛し、その上でオリヴィエは何故か「観測所」の情報入手に注力するよう指示する。そんな折、主人公は情報技術部の主任技術者であるジョンから音声通信で接触を受け、彼から騙されて、後に恫喝されながらメラニーやオリヴィエの端末をハッキングして機密情報を引き出す。それらは、被検体17号の正体が、前作で亡くなったデズモンドの遺体であることなどをプレーヤーに明示する。

### 海賊共和国の終焉とロバーツの成り上がり
1717年。バハマ総督でテンプル騎士でもあるウッズ・ロジャーズによるアメとムチにより、ホーニゴールドは恩赦を受けて騎士団に寝返り、サッチはイギリス軍の奇襲で殺害されるなど、海賊共和国は壊滅する。海賊に対する圧力が厳しくなる中、エドワードは「観測所」を見つけ出せれば状況を逆転できるとし、変わらず行方を探していた。そして「賢者」こと、バーソロミュー・ロバーツと再会する。ロバーツは海賊として成り上がることをエドワードに話し、「観測所」を餌にエドワードを協力させる。そして、そのカリスマ性などで瞬く間に大海賊に成り上がる。ロバーツの正体は、「かつて来たりし者」の生まれ変わりで、前世の知識を持ち、「観測所」の場所も正体も熟知していた。そして、エドワードと「観測所」である遺跡を訪れ、その本体である水晶ドクロを手に入れる。しかし、ロバーツはエドワードを裏切って「観測所」を独り占めにし、負傷したエドワードはジャマイカの監獄へ送られる。
1721年。監獄にはキッドことメアリや、海賊となったボニーも収監されていた。メアリを救出するために監獄にやってきたタバイ率いるアサシン教団についでに助け出されたエドワードは、メアリを助け出そうとするが、彼女は既に重病を患って死の間際におり、エドワードの眼の前で息を引き取る。脱獄は果たしたものの、結局、何も手に入れられず、仲間は次々といなくなり、エドワードは自暴自棄で酒に逃げる日々が続く。
一方、現代。度重なるハッキングに、アブスターゴ社は厳戒態勢となり、内部捜査と社員の安全のために主人公を含めたリサーチアナリスト達は地下エリアに軟禁される。変わらずジョンは、主人公に端末をハッキングするよう命令を出し、サーバールームに潜入する。そこで主人公は女性（ジュノー）の幻覚のようなものを見るが、彼女はよくわからないこと（有機体にはまだ入れないなど）を話しかけてくるのみで間もなく消える。しかし、ジョンは何故かその結果が気に入らず、怒鳴り散らす。

### ケンウェイの復活と物語の結末
1722年。酒が生み出す激しい幻覚の中でエドワードは、改めてロバーツを倒し、「観測所」を手に入れることを決意する。そこにアサシンに転向したアドウェールが現れ、預かっていたジャックドー号を返還し、教団の拠点を尋ねるように言う。エドワードは再会したタバイからは、精神的に成長したと評され、ボニーを新たな副官として大海に乗り出す。そして、ロジャーズを暗殺し、ロバーツと決着をつけ、「観測所」のドクロを奪還する。死の間際、ロバーツはもう少し後の時代に転生したかったなど奇妙なことを話し、最後に騎士団に手に入れられないよう自分の死体を隠すように依頼して息絶える。その後、エドワードは最後の標的であるトーレスを殺害するため、彼を追って「観測所」に入り、防衛システムが起動した危険な遺跡の中で、ついにトーレスを暗殺する。そして、エドワードはドクロを「観測所」に安置し、場所ごと封印する。
一方、現代。主人公が目を覚ますと眼の前にはロバーツと瓜二つの男がいた。彼こそ情報技術部主任のジョン本人であり、主人公に端末をハッキングさせた張本人であった。ジョンもまた前世の記憶を持つ「かつて来たりし者」の生まれ変わりであり、騎士団と教団を利用し、主人公に最愛の妻・ジュノーを憑依させて復活させ、共に人類を支配する野望を企てていた。しかし、アブスターゴ社も既にジョンの危険性に気づいており、最後、ジョンは主人公に何らかの薬品を注射した後、駆けつけた警備に射殺される。昏倒した主人公が再度目を覚ますとメラニーが心配そうな顔で待っており、謝罪し、引き続き仕事の遂行を依頼する。

### エピローグ
ケンウェイはイングランドに帰ることを決め、グレート・イナグアの拠点をアサシン教団に譲り渡す。別れた妻は既に亡くなっていたが、生まれた娘（ジェニファー・スコット）はすくすくと成長しており、カリブへやってきた彼女と共にイングランドに帰郷する。
数年後、劇場でエドワードはジェニファーや、帰郷後に再婚して新たに生まれた息子・ヘイザムと劇を観覧するシーンで物語は終わる。

## 登場人物
エドワード・ジェームズ・ケンウェイ（Edward James Kenway）
声：津田健次郎
本作の過去パート主人公。イングランド人の父とウェールズ人の母を持ち、後に伝説の海賊として名を馳せる事になる男。『III』の劇中でも度々名前が出ており、デズモンドと現代パート主人公の先祖に当たる。
一攫千金を夢見て私掠船の船員として働いていた最中に、ダンカン・ウォルポールの身分とアサシン装束を奪いダンカンの報酬を得るべく行動を起こす。その際｢観測所｣の存在を知ったことで彼はそれが莫大な価値を持つ物と睨み、それを手に入れるためにアサシンとして行動することとなる。仲間の海賊たちと共にスペイン船を奪い「ジャックドー（Jackdaw："盗癖のあるカラス"の意）」と名付けた彼は、「観測所」を見つけるため、自身もまた海賊として大海原へと繰り出す。
戦闘では二振りの剣による二刀流と四丁のピストル、様々な効果を持つ矢を撃てる吹き矢を使って容赦なく次々と敵を屠る。
従来の主人公達に比べてアサシン教団との関係は希薄だが、幼いころから身に着けていた｢鷹の目｣、海賊が故の高い身体能力、天性の才から繰り出す暗殺技術は歴代の主人公アサシンとも決して引けを取らない。当初はアサシンの信条に興味がなく、己の目的のためにその力を使っていたが、観測所を見つけた後の一件を経て改心。正式なアサシンとして認められるのは終盤に入ってからとなる。
妻帯者であるが、現在は別居中。大金が得られたら海賊から足を洗いサトウキビ農園を購入し、妻を呼ぼうと思っている。小説版やその内容を引用したinitiatesのデータでは存在が示されていた娘　ジェニファー・スコットが本作にゲームとして初めて登場する。なお、ジェニファー・スコットとヘイザム・ケンウェイとは異母姉弟となる。

### 海賊たち
エドワード・「黒髭」・サッチ（Edward "Blackbeard" Thatch）
声：廣田行生
元私掠船員でケンウェイとホーニゴールドの同僚。ナッソーを拠点にした海賊共和国の創立者の一人で、同海賊同盟のリーダー格の一人。後に「黒髭」と呼ばれる大海賊として名を馳せる。一見すると粗暴だが、実はかなり計算高い。怠惰と疫病が流行り、海賊共和国が行き詰まる中、路線を巡って穏健派のホーニゴールドと対立する。ホーニゴールドが乗り気だったイギリス国王の恩赦も受ける気は無かったが、荒んだ生活に嫌気が差し海賊家業の引退を決意する。しかし、イギリス海軍の卑劣な奇襲によってケンウェイの目の前で命を落とす（シークエンス8）。
ベンジャミン・ホーニゴールド（Benjamin Hornigold）
声：日野聡
元私掠船員でケンウェイとサッチの同僚。サッチと共に海賊共和国の創立メンバーであり、リーダー格の一人。ナッソーの海賊たちの中では例外的な穏健で紳士的な人物。当初は海賊共和国に自分の理想を実現しようと邁進していたが、すぐに荒くれ者や生活破綻者たちを束ねる難しさと疫病の蔓延に悩み行き詰まる。イングランドによる恩赦の件を聞きつけるとそのまま海賊を辞め、ナッソーに来たロジャーズの配下としてテンプル騎士団にも入る。裏切り者として特にヴェインから蛇蝎のごとく嫌われる。
最期はテンプル騎士団の任務で賢者ことロバーツの行方を探すためジャックドー号の後を付けていたが、発見されて逃走劇の末、ケンウェイに殺害される（シークエンス10）。
ジェームズ・キッド（James Kidd） / メアリ・リード（Mary Read）
声：斎賀みつき
ウィリアム・キッドの息子を名乗る青年風の海賊。海賊共和国の創立者の一人だが、距離を置く。実はアサシン教団に所属しており、アー・タバイを師とする。また、実は女であり、本名はメアリ・リード（キッドの息子というのは嘘）。ケンウェイがアサシンの装束で現れたことから興味を持って近づき、教団と彼を紐づけ、またしばしばケンウェイの窮地を助ける。
物語後半、海賊共和国終焉後は、ラカムやボニーと共に海賊稼業を続けていたが、最期は海軍に拘束され、ジャマイカへ移送される（ここで偶然、同じく捕まったケンウェイと再会する）。死刑判決を受けるも妊娠を理由に執行を延長させるが、牢屋で重病を患い、タバイによる脱獄計画もギリギリ間に合わず、最期はケンウェイに看取られて息を引き取る（シーケンス11）。
アドウェール（Adewale）
声：小松史法
トリニダード出身の元黒人奴隷の海賊。物語序盤、ケンウェイと共にスペインへ移送される際に共に脱出し、彼の海賊の立ち上げに参加してジャックドー号の副官となる。海賊として経験豊富だが、黒人では部下が着いてこないとして船長であるケンウェイを立てて、忠実かつ的確に、時にやや辛辣に補佐する。
当初は奴隷身分出身の海賊らしく富と名声を追い求めていたが、野心家で失敗も多いケンウェイに従う内に海賊稼業に疑問を持つようになっていく。ロバーツの裏切りでケンウェイから離れた後、アサシン教団を訪れて、彼らの教義に新たな目標を見てアー・タバイに師事することとなり、アサシンとなる。ケンウェイの復帰後は、彼にジャックドー号と船員を返し、船を降りる（代わりにボニーが副官として入船する）。その後は、アサシン教団の一員としてケンウェイと共闘する。
1735年が舞台の追加シングルDLC『自由の叫び』では主人公として操作可能。
チャールズ・ヴェイン（Charles Vane）
声：中村浩太郎
海賊共和国に途中より参入した海賊。ラカムと行動を共にすることが多い。ナッソーの海賊たちの中でも特に気が短く、残忍。ロジャーズによる恩赦の提案も、これを悪態をついて蹴飛ばし、ナッソー封鎖をケンウェイと共に焼き討ち船を使って無理やり突破する。海賊共和国終焉後は、起死回生の策としてケンウェイの「観測所」探しに乗るが、成果が出ない上にラカムの裏切りに遭い、ケンウェイと共に孤島に置き去りにされる。その生活の中で発狂してしまい、ケンウェイの命を狙ったため、彼からも見捨てられる（シーケンス8）。
後にジャマイカの監獄に収監されているのを確認でき、廃人となっている（シーケンス11）。
キャラコ・ジャック・ラカム（Calico Jack Rackam）
声：中西としはる
海賊共和国に途中より参入した海賊。ヴェインと行動を共にすることが多い。基本飲んだくれで、意気地がなく、酒場の女給（ボニー）を口説くなど、やる気がない。火薬樽の上でパイプを蒸すなど、ヴェインに激怒される。物語中盤でヴェインとケンウェイを裏切り、ジャックドー号を奪うなど彼らを危機に陥れるが、ケンウェイを助ける目的のメアリに捕まる。その後は、メアリやボニーと海賊を続けるが、変わらず飲んだくれて戦いは女二人に任せて参加しなかったという。最期は、海軍に捕まり、ジャマイカの監獄へ送られ刑死する。脱獄のエピソードでは彼の白骨化死体が確認できる（シーケンス11）。
スティード・ボネット（Stede Bonnet）
声：岡哲也
商船の船長。故郷に妻子がいるという恰幅のいい温厚な男。物語序盤、バハマへ向かう途中、孤島で海軍に拘束され積荷を奪われそうになったところをケンウェイに助けられる。その後、バハマでケンウェイと分かれるが、その際に海賊に誘われる。この時は断ったが、後に海賊になることを決めてサッチの部下となり、ケンウェイと再会する。しかし、荒くれ者とは正反対のノリで、最後はサッチからも厄介者扱いされる。海賊共和国の終焉と前後して、サッチから独立して自前の海賊を立ち上げる。その際の航行中に、偶然ジャックドー号とすれ違い、ケンウェイと互いの健闘を祈って別れる。
アン・ボニー
ナッソーの酒場「オールド・アヴェリー」の美人の女給。物語前半は幕間のシークエンスなどに端役として登場し、ラカムに口説かれる。その後、「観測所」でのラカムの目線を通して、彼やメアリと海賊稼業を始めたことが確認できる。海賊となった後は、ラカムよりよっぽど海賊らしく勇ましいそぶりを見せるが、最後は海軍に捕まり、メアリと共にジャマイカの監獄に収監される。メアリと同じく妊娠を口実に刑の執行を遅らせ、最後はタバイによって脱獄を果たす。
その後はアサシン教団の拠点で彼らの世話になっていたが、メアリの死や流産のショックで気力を無くしていた。ケンウェイと再会した後、アドウェールの後任の副官としてジャックドー号に乗船し、ケンウェイの最後の戦いに関わる（シーケンス11）。
エピローグではイングランドへ帰ることを決めたケンウェイに誘われるが断り、教団の一員として西インド諸島に残ることを決める。
賢者 / バーソロミュー・ロバーツ（Bartholomew Roberts）
声：土田大
物語前半で「賢者」と呼ばれる男。本作における最終的な敵の一人。テンプル騎士団とアサシン教団の双方が行方を追う謎の人物で「観測所」の鍵を握るという。その正体は数万年前の「かつて来たりし者」の生まれ変わりで、前世の記憶を持つことから「観測所」の場所や使い方を熟知している。当初は奴隷商のプリンスに捕まっており、テンプル騎士団に引き渡されるが脱獄を果たす。後に、「人生は太く短く」のモットーから、海賊として成り上がることを決め、瞬く間に大海賊バーソロミュー・ロバーツとして成り上がる。
物語中盤で「観測所」を手に入れ、海賊の世界を守るという点で、ケンウェイと共闘関係を築く。そして、「観測所」にたどり着き、物を手に入れるが即座にケンウェイを裏切り、最終的に彼がジャマイカの監獄に送られることとなる。その後は、テンプル騎士団やアサシン教団の監視網から逃れるためアフリカにいたが、最期は自船ロイヤル・フォーチュンに乗り込んできたケンウェイに殺害される（シークエンス12）。

### テンプル騎士団
ラウレアーノ・デ・トーレス・イ・アヤラ(Laureano de Torres y Ayala)
声：板取政明
スペインのキューバ総督。テンプル騎士団西インド諸島支部総長。本作における敵のボス。
年相応の威厳を持つ老総督。テンプル騎士団による世界支配のため、長年「観測所」の行方を探しており、その鍵となる「賢者」の行方と、ダンカンが運ぶ「鍵」を待っていた。
ウッズ・ロジャーズ（Woodes Rogers）
声：てらそままさき
イギリスの初代バハマ総督。テンプル騎士団所属。
元私掠船の船長で、西インド諸島でも名士として知られる。ジョージ1世より海賊の討伐を命じられて初代バハマ総督に任命され、老練な手腕によって恩赦か壊滅かというアメとムチで海賊たちを追い詰めていく。
最期は本国への帰還命令による離任のパーティ会場において招待客を装ったケンウェイに暗殺される。死の間際にロバーツがアフリカにいることをケンウェイに伝える。
ジュリアン・デュカス (Julien du Casse)
フランス出身で、スペイン継承戦争に従軍した後、西インド諸島で初期だけ奴隷商、その後10年間、殺し屋として渡り歩く。トーレスと出会うと、互いの能力を評価し、彼の有力な協力者として暗殺から武器などの物資輸送、トーレス配下のガレオン船の指揮などに従事するようになる。物語序盤、ダンカンとしてトーレスの屋敷にやってきたケンウェイをロジャーズと共に迎え入れ、別途手に入れていた彼にアサシン・ブレードを渡す。
個人としてはグレート・イナグアを拠点に邸宅も構えていたが、最期は島に乗り込んできたケンウェイに殺害され、島まるごと彼に奪われる。
エル・ティブロン
トーレスの護衛で側近。テンプル騎士団所属。寡黙な偉丈夫で常にトーレスに付き従う。戦闘能力は異常に高く、格闘戦ではケンウェイでは歯が立たないほど。序盤で正体がバレたケンウェイを仕留める。最終盤で、トーレスを狙ってきたアサシン教団を罠に嵌め、返り討ちにしようとするが、ケンウェイに倒される。

### アサシン教団
アー・タバイ
本作におけるアサシン教団の長。メアリやアドウェールの師匠。メアリからケンウェイと引き合わされ、彼のアサシンとしての天性の才能を認め、ダンカン殺しや物語序盤のアサシン教団の任務妨害を不問に付すものの、その粗暴で野心的な性格には難色を示す。終盤でジャマイカの監獄からの脱獄の一件を通して、ケンウェイを見違えるように精神的に成長したと評し、ロープダートを教える。
メアリ・リード
→#海賊たち
ダンカン・ウォルポール
イングランドのアサシン教団の一員。しかし教団を裏切りテンプル騎士団へ寝返り、「観測所」に関わる重要なアイテムを渡す手筈だったが、約束のハバナに向かっている最中にケンウェイの乗る海賊船の襲撃に遭い難破。打ち上げられた海岸に居合わせたケンウェイを始末しようとするも逆に返り討ちにされ死亡した。本編でケンウェイの着るアサシン装束は、元はダンカンの物である。

### 現代
アブスターゴ・エンターテイメント社（以下、アブスターゴ社と略）の建物内で展開される。
主人公
名前不明。アブスターゴ社の新入社員。リサーチアナリストとしてサンプル17プロジェクトに配属され、アニムスでマッチングしたケンウェイの半生を追体験する。あくまで映画やコンシューマ型アニムスの商材となる映像を得ることを目的としているが、「観測所」の情報を得たために現代におけるアサシン教団とテンプル騎士団の暗闘に巻き込まれる形となる。オリヴィエから「観測所」に注力するよう命令される一方で、ジョンに騙され（途中から恫喝され）社内の端末をハッキングしてアサシン教団に情報を流す手伝いをさせられる。
現代パートは主人公の一人称視点で進行し、詳細な姿を見ることはできない（発声もなく性別も不明）。
メラニー・ルメイ
アブスターゴ社の女性幹部。サンプル17プロジェクトのエグゼクティブ・プロデューサーで主人公の上司。新人にもかかわらずケンウェイの記憶を通して多大な成果を上げる主人公に強い期待を抱く。社内での度重なるハッキング事件に悩まされ、ジョンの正体発覚後に実は主人公を疑っていたことを吐露する。
テンプル騎士団のメンバーかは不明で、その思惑もどこまで感知しているか不明（少なくともレティシアとは面識がある）。ケンウェイの半生から得た「観測所」やテンプル騎士団の情報に上から圧力が掛かっていることを訝しむそぶりをみせる。
オリヴィエ・ガノー
アブスターゴ社の若きCCO（Chief Creative Officer）。物語冒頭で主人公を社に迎える他、途中では彼の活躍を聞きおよび、自室に呼んで高く称賛して「観測所」の情報に注力するよう命令する。親会社のアブスターゴ・インダストリー（レティシア・イングランド）から圧力を受け苛立っている。
後に『ウォッチドッグス』でも登場。主人公エイデン・ピアースに狙われることとなる（『アサシン クリード オリジンズ』では現代編主人公の所有する極秘資料として、オリヴィエに銃を向けるエイデンらしき人物の写真が閲覧できる）。
ジョン・スタンディッシュ（John Standish）
アブスターゴ社の情報技術部の主任技術者。システムセキュリティも担当する。裏ではアサシン教団に協力しており、主人公を騙して社内端末をハッキングさせ、機密情報を盗ませる。しかし、真の正体は「賢者」の現代での転生体であり、テンプル騎士団、アサシン教団双方を利用して妻であるジュノーを主人公に宿らせ、現代に蘇らせることが目的であった。しかし、それは果たせず、最期は主人公に謎の注射を射ったところで駆けつけてきた警備に射殺される。
転生体であるためロバーツとそっくりな顔立ちだが、物語途中では巧みに隠されており、最終盤で明らかとなる。
姓は『アサシン クリード ユニティ』にて判明。
ショーン・ヘイスティングス（Shaun Hastings）
声：飛田展男
アサシン教団のメンバー。シリーズのレギュラーキャラクター。本作では1階のカフェの店員としてアブスターゴ社内に潜入しており、主人公とレベッカの仲介役を務める。
レベッカ・クレイン（Rebecca Crane）
声：渡辺明乃
アサシン教団のメンバー。シリーズのレギュラーキャラクター。本作ではアブスターゴ社の配達員として潜入しており、主人公がジョンの指示を受けハッキングで入手するアブスターゴの機密資料を回収する役目を担当している。
被検体17号 / デズモンド・マイルズ（Desmond Miles）
声：東地宏樹
『III』までの現代パートの主人公。前作で死亡し、その遺体はアブスターゴ社に回収されて「被検体17号（サンプル17）」として利用される。
詳細はデズモンド・マイルズを参照。